# Nicolae Alexandru
Nicolae Alexandru (... – 1364) fu voivoda (principe) di Valacchia dal 1352 al 1364. Figlio di Basarab I di Valacchia, fondatore del principato indipendente, proseguì nella politica paterna, emancipandosi il più possibile dal Regno d'Ungheria. Nel 1359 ottenne dal patriarca di Costantinopoli la creazione di una sede ecclesiastica ortodossa indipendente in Valacchia, emancipandosi dalla chiesa cattolica ungherese.